# Semiothisa purcellata
Semiothisa purcellata là một loài bướm đêm trong họ Geometridae.